# 萨亚通
萨亚通（西班牙語：Sayatón）是西班牙卡斯蒂利亚-拉曼恰瓜达拉哈拉省的一个市镇。总面积45平方公里，总人口129人（2001年），人口密度3人/平方公里。